# آل عبد الرب

تعديل مصدري - تعديل

آل عبد الرب هي إحدى قرى عزلة  الوضيع بمديرية الوضيع التابعة لمحافظة أبين، بلغ تعداد سكانها 287 نسمة حسب تعداد اليمن لعام 2004.